# Martín Gómez el Vell
Martín Gómez el Vell fou un pintor espanyol que vivia en el segle xvi, (1500-1560). Se l'anomena el Vell per diferenciar-lo del seu net que també es dedicà a la pintura. Pintà per la Catedral de Conca diversos quadres que representen Sant Mateu Evangelista, Sant Llorenç (màrtir) i Sant Miquel, els quals formen el retaule d'un altar ubicat darrere el cor; també pintà alguns d'altres per al Monestir d'El Escorial.